# There’s Got To Be a Way
There's Got To Be a Way – piąty i jednocześnie ostatni singel promujący debiutancki album Mariah Carey Mariah Carey. Piosenka została napisana przez wokalistkę i Rica Wake'a, który wyprodukował tę piosenkę na debiutancki album wokalistki. Mariah chciała być współproducentem, ale wytwórnia Sony/Columbia nie zgodziła się na jej udział w produkcji.
Protagonista piosenki mówi, że "musi być jakaś droga, aby połączyć dzisiejszy świat" ("There's got to be a way to connect this world today"). Jest to jedna z kilku piosenek Carey, które zostały oskarżone o rasizm.

## Pozycje na listach
Singel został wydany jako piąty i ostatni, który miał promować debiut Mariah, w drugim kwartale 1991 roku w Wielkiej Brytanii i na kilku innych europejskich rynkach. Aby zachować ciąg singli numer 1 na Billboard Hot 100, singla nie wydano w USA. Piosenka otrzymała skromną promocję, przez co w UK nie znalazła się nawet w pierwszej 40. Singel znalazł się na 54. pozycji, dzięki czemu udało mu się zakwalifikować do pierwszej 75.

## Teledysk
Teledysk został nakręcony przez Larry'ego Jordana. Zaczyna się on, gdy Carey idzie ulicą i opłakuje ludzi bezdomnych. Wkrótce dołączaja do niej przyjaciele i wszyscy zaczynają tańczyć na ulicy. Remiksy piosenki zostały nagrane wraz z Shepem Pettibone. Remix z 7" single został użyty do teledysku.

## Lista utworów
- UK CD single 1 (5" single)

1. "There’s Got to Be a Way (album version)
2. "There’s Got to Be a Way (7" remix)
3. "Someday" (7" jackswing mix)
4. "Vision of Love"

- UK CD single 2 (12" vinyl maxi single)

1. "There’s Got to Be a Way" (album version)
2. "There’s Got to Be a Way" (12" remix)
3. "There’s Got to Be a Way" (Alternative vocal club mix)